# Ceplea
Ceplea – wieś w Rumunii, w okręgu Gorj, w gminie Plopșoru. W 2011 roku liczyła 442 mieszkańców.